# Керли, Тагак
Тагак Ке́рли (англ. Tagak Curley) — канадский политик. Основатель и первый президент национальной организации инуитов Inuit Tapiriit Kanatami. Член ордена Канады. Считается одним из основателей Канадской конфедерации.

## Биография
Тагак Керли обучался в местной школе, а также получил традиционное инуитское образование. С 1966 по 1970 годы он работал в министерстве по делам индейцев и развития Севера и своими глазами видел исчезновение инуитской культуры и традиций. Это привело его к политической активности. Он был редактором газеты Keewatin Echo, первой газеты Канады, которая выходила на английском и инуктитут.
В 1971 году Тагак Керли основал организацию, представляющую инуитов Канады, — Inuit Tapirisat of Canada (современное название Inuit Tapiriit Kanatami). Керли был первым президентом организации, а кроме этого принимал участие в подготовке соглашения о разделе земли в Нунавуте, работал в инуитском институте культуры. После принятия акта о Нунавуте Керли принимал участие в работе Nunavut Tunngavik Incorporated. С апреля 1997 был президентом Nunavut Construction Corporation, которая занимается строительством правительственных зданий территории Нунавут.
С 1979 по 1987 год Тагак Керли дважды избирался членом законодательного собрания Северо-западных территорий. Поначалу он представлял оппозицию, а с 1984 года он побывал министром экономического развития, министром природных ресурсов, министром коммунального хозяйства (всё с 1984 по 1987 годы), а также министром правительственных услуг в 1986—1987 годы. В октябре 1987 года он проиграл территориальные выборы.
На федеральном уровне Тагак Керли был кандидатом от либеральной партии Канады в 1979 году.
В 2004 году Керли вернулся в политику, чтобы поддержать традиционные представления о браке. Он выиграл выборы в законодательное собрание Нунавута, где занимал посты министра здравоохранения и социальной сферы, ответственного министра по работе совета по оценке цен на коммунальные услуги, и ответственного министра по работе комиссии по охране труда и компенсациям

## Награды
В 1998 году Керли получил награду за достижения коренного населения в категории бизнес.
В октябре 2002 года Керли был представлен к ордену Канады, который он получил в октябре следующего года с формулировкой "за политическое и экономическое развитие севера".